# Nadspady

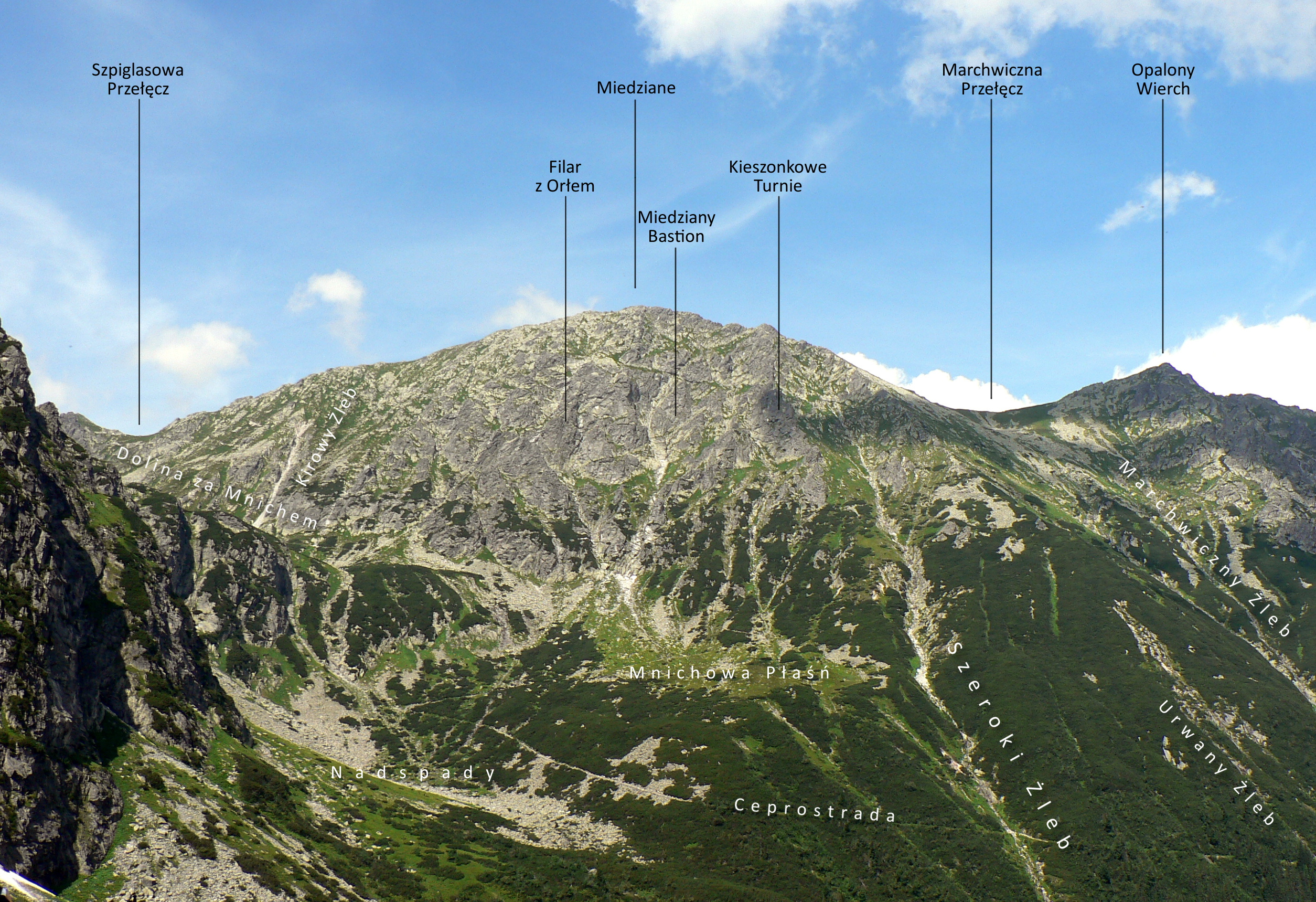
Blick vom Bergsee Czarny Staw pod Rysami

Das eiszeitlich durch Gletscher geformte Hängetal Nadspady, auch Mnichnikowy Kocioł genannt, ist ein Karkessel, der südlich des Bergtals Dolina Rybiego Potoku, das wiederum ein Seitental des Tals Dolina Białki ist, in der polnischen Hohen Tatra in der Woiwodschaft Kleinpolen liegt. Er liegt unterhalb der Gipfel des Mnichs und der Turnia Zwornikowa ca. 150 Meter oberhalb des Bergsees Meerauge.

## Geographie
Der Talkessel hat einen Durchmesser von mehreren hundert Metern und ist von knapp 2100 Meter hohen Bergen umgeben, insbesondere vom Massiv des Mnichs. Oberhalb des Kessels befindet sich das Tal Dolina za Mnichem, wo der Gebirgsbach Mnichowy Potok seine Quellen hat. Dort versickert er wieder in den Untergrund und fließt unterirdisch in den Talkessel, wo er wieder zu Tage tritt, um nach wenigen hundert Metern Flusslauf im Wasserfall Dwoista Siklawa in den Bergsee Meerauge zu stürzen.

## Etymologie
Der Name leitet sich von den Wasserfällen unterhalb des Kessels ab. Er lässt sich als Über den (Wasser)Fällen übersetzen. Der Alternativname Mnichnikowy Kocioł leitet sich vom Berg Mnich ab und lässt sich als Mönchskessel übersetzen.

## Flora und Fauna
Das Tal liegt oberhalb der Baumgrenze. Das Tal ist Rückzugsgebiet für Gämsen, Murmeltiere und Steinadler.

## Klima
Im Tal herrscht Hochgebirgsklima.

## Tourismus
Im Kessel verläuft ein gelb markierter Wanderweg, Ceprostrada genannt, vom Bergsee Meerauge auf den Gebirgspass Szpiglasowa Przełęcz.